# Saint-Santin-Cantalès
Saint-Santin-Cantalès is een gemeente in het Franse departement Cantal (regio Auvergne-Rhône-Alpes) en telt 328 inwoners (2005). De plaats maakt deel uit van het arrondissement Aurillac.

## Geografie
De oppervlakte van Saint-Santin-Cantalès bedraagt 33,6 km², de bevolkingsdichtheid is 9,8 inwoners per km².
De onderstaande kaart toont de ligging van Saint-Santin-Cantalès met de belangrijkste infrastructuur en aangrenzende gemeenten.

## Demografie
Onderstaande figuur toont het verloop van het inwonertal (bron: INSEE-tellingen).

Vanwege een beveiligingsprobleem met de MediaWiki Graph-software is het momenteel niet mogelijk deze grafiek weer te geven. Zodra de software is bijgewerkt zal de grafiek vanzelf weer zichtbaar worden.

## Trivia
- De familie van Antoine Rieu, voorouder in rechte mannelijke lijn van musicus André Rieu, kwam uit dit dorp.[2]